# Onthophagus rufosignatus
Onthophagus rufosignatus är en skalbaggsart som beskrevs av Macleay 1864. Onthophagus rufosignatus ingår i släktet Onthophagus och familjen bladhorningar. Inga underarter finns listade i Catalogue of Life.